# Feliks Iłowski
Feliks (Szczęsny) Iłowski herbu Prawdzic (zm. ok. 1645) – kasztelan wiski około 1633 roku, chorąży łomżyński w 1606 roku, poborca łomżyński w 1616 roku.
Jako senator wziął udział w sejmach 1635 (II), 1638 i 1645 roku. Poseł województwa płockiego na sejm 1624 roku, poseł wielkopolski na sejm 1628 roku. Poseł na sejm konwokacyjny 1632 roku z województwa płockiego.
Syn stolnika płockiego i cześnika wiskiego Jana, wnuk wojewody płockiego Aleksandra Iłowskiego. Z żony Elżbiety Goślickiej, kasztelanki sierpeckiej, miał synów Krzysztofa i Władysława, oraz córkę Barbarę, żonę Piotra Kryskiego, kasztelanica płockiego.
Studiował w Królewcu w 1593 roku. Deputat na Trybunał Radomski w 1626 roku, poseł na sejm 1632 roku.